# ريتشارد بلاند (سياسي)
ريتشارد بلاند هو سياسي أمريكي، ولد في 6 مايو 1710 في مقاطعة أورانج في الولايات المتحدة، وتوفي في 26 أكتوبر 1776. انتخب عضو مجلس نواب فرجينيا ‏.

## وصلات خارجية
- ريتشارد بلاند على موقع الموسوعة البريطانية (الإنجليزية)